# 山崎洋一郎
山崎 洋一郎（やまさき よういちろう、1962年8月29日 - ）は、日本の音楽評論家、編集者。2024年4月1日より株式会社ロッキング・オン代表取締役社長に就任。

## 来歴
東京都世田谷区出身。六甲高等学校、上智大学外国語学部卒業。
昔は歌謡曲嫌いであり、それをきっかけにロックを聴き始めたが、『今の日本の、めちゃくちゃハイスペック化してハイブリッド化した歌謡曲は非常に面白い』と思いはじめた。1986年、ロッキング・オンに入社。1991年から邦楽雑誌『ROCKIN'ON JAPAN』2代目編集長。2000年から洋楽雑誌『rockin'on』4代目編集長を歴任。2006年から『ROCKIN'ON JAPAN』の編集長に復帰。2010年5月号より『ROCKIN'ON』と『ROCKIN'ON JAPAN』の編集長を兼任する。『ROCKIN'ON JAPAN』では前年より、「総編集長、またはめっちゃ☆編集長」という肩書きだが、その業務が編集長時代と何が変化したのかは、本人からは曖昧な楽観的コメントしかされていない。
2023年11月、ロッキング・オン・グループ代表取締役社長の渋谷陽一が病気療養のため入院することになった。その間、副社長である山崎と海津亮がそれぞれ社長職務を代行することを同グループ公式サイトで発表された。
2024年3月29日、ロッキング・オン・グループは経営体制を変更を発表。同年4月1日付で渋谷が代表取締役社長を退任し会長に就任。それに伴い、山崎は株式会社ロッキング・オン代表取締役社長に就任する人事が発表された。

### 小山田圭吾舌禍騒動
2021年7月15日、『ROCKIN'ON JAPAN』1994年1月号と1995年7月1日発売の『クイック・ジャパン』第3号における小山田のインタビュー内容の一部があらためてインターネット上で拡散される。小山田は学生時代に障害者にひどいいじめを行ったとされ、ネット上やマスコミからの批判が相次いだ。
この騒動においては、山崎などによる当時のインタビューの原文がネットメディアやマスコミに確認されることなく、恣意的な編集をした悪意のある個人ブログやまとめ記事から引用したことによって前後の文脈が抜け落ちたまま拡散され、誤解が生じた部分もあるのではないかという指摘がされている。
騒動の直後、7月18日に山崎は自身のブログで謝罪文を公表。「その時のインタビュアーは私であり編集長も担当しておりました」と述べ、「傷つけてしまった被害者の方およびご家族の皆様、記事を目にされて不快な思いをされた方々に深くお詫び申し上げます」と謝罪した。
またこの騒動では、日本の大手メディアがいじめの内容を報じないことから、『オブザーバー』やAP通信などの多くの海外メディアは、日本の英語独立系メディアなどの記事からしか情報を得ることができなかった。そのため海外メディアは、インタビューの原文を参照することなく、原文と異なる内容を含む記事を掲載することになったと指摘されている。

## 出演

### ラジオ
- DIG THE ROCKS（bayfm）
- BRIT　AWARDS2012、2013の副音声にて解説を務める。

### テレビ
- MUSIC JUNCTION #11「日本のバンドブーム1985-1990」・#12「日本のバンドブーム1991-1995」（2020年12月7日・12月21日、歌謡ポップスチャンネル） - 解説者として出演（司会：飯尾和樹（ずん）、コムアイ（水曜日のカンパネラ、ゲスト：デーモン閣下（聖飢魔II）、ベッド・インと共演）

## 著書

### 単著
- 『激刊!山崎』（2005年、ロッキング・オン）ISBN 978-4860520489
- 『激刊!山崎Ⅱ』（2014年、ロッキング・オン）ISBN 978-4860521189

### 連載
- 高円寺タウンマガジンSHOW-OFF（高円寺内で配布されているフリーペーパー。「ごめん、コベイン」というコラムを2010年に10年振りに再開した。コベインというのはカート・コバーンの事である）

## ライナーノーツ
- レディオヘッド
- コールドプレイ
- ニューエスト・モデル
- SUPERCAR
- ELLEGARDEN
- エレファントカシマシ

他多数